# Bambang
Bambang é um município de  primeira classe de renda municipal (d) na província Nova Vizcaya, nas Filipinas. De acordo com o censo de 1 de maio  de  2020 possui uma população de 55 789 pessoas e 14 470 domicílios.